# Peter Zurek
Peter Zurek (* 9. Januar 1943 in Linz; † 1. April 2013 in Wien) war ein österreichischer Journalist.

## Biografie
Zurek arbeitete von 1963 bis 1970 als Journalist für verschiedene Tageszeitungen. 1970 trat er als Lokaljournalist in den Österreichischen Rundfunk (ORF) ein. Später wurde er Sendeleiter von Österreich-Bild und redaktioneller Leiter des Teletextes. Ab 1984 leitete er die Abteilung Satellitenrundfunk und war in dieser Eigenschaft für die österreichischen Beiträge für 3sat verantwortlich und Vertreter des ORF im Führungsgremium von 3sat. Er gestaltete mehr als einhundert Dokumentationen für das österreichische Fernsehen. Am 1. April 2013 starb Peter Zurek mit 70 Jahren in Wien.